# Torok (Cameroun)
Torok (ou Torrok, Torock) est une localité du Cameroun située dans le département du Mayo-Kani et la Région de l'Extrême-Nord, à proximité de la frontière avec le Tchad. Elle fait partie de la commune de Guidiguis et du canton de Guidiguis rural.

## Population
En 1969 la localité comptait 1 059 habitants, principalement des Peuls, des Toupouri et des Moundang. À cette date un marché hebdomadaire s'y tenait le dimanche.
Lors du recensement de 2005, 2 350 personnes y ont été dénombrées.